# Hvítalækjarfjall
Hvítalækjarfjall är ett berg i republiken Island. Det ligger i regionen Norðurland eystra, 220 km nordost om huvudstaden Reykjavík. Toppen på Hvítalækjarfjall är 1 376 meter över havet, eller 203 meter över den omgivande terrängen. Bredden vid basen är 2,7 km.
Trakten runt Hvítalækjarfjall är nära nog obefolkad, med mindre än två invånare per kvadratkilometer. Det finns inga samhällen i närheten. Trakten runt Hvítalækjarfjall består i huvudsak av gräsmarker.